# Hopliancistrus tricornis
Espèce
Hopliancistrus tricornis est une espèce de poissons du genre Hopliancistrus de la famille des Loricariidae qui se rencontre dans les eaux douces tropicales de certaines rivières du Brésil.